# Thyrsosalacia
Thyrsosalacia är ett släkte av benvedsväxter. Thyrsosalacia ingår i familjen Celastraceae.
Kladogram enligt Catalogue of Life:
| Thyrsosalacia | \| \| Thyrsosalacia nematobrachion \| \| \| \| \| \| Thyrsosalacia pararacemosa \| \| \| \| \| \| Thyrsosalacia racemosa \| \| \| \| \| \| Thyrsosalacia viciflora \| \| \| \| |
|               | \| \| Thyrsosalacia nematobrachion \| \| \| \| \| \| Thyrsosalacia pararacemosa \| \| \| \| \| \| Thyrsosalacia racemosa \| \| \| \| \| \| Thyrsosalacia viciflora \| \| \| \| |
|               | Thyrsosalacia nematobrachion |
|               | |
|               | Thyrsosalacia pararacemosa |
|               | |
|               | Thyrsosalacia racemosa |
|               | |
|               | Thyrsosalacia viciflora |
|               | |